# Frank K. Edmondson

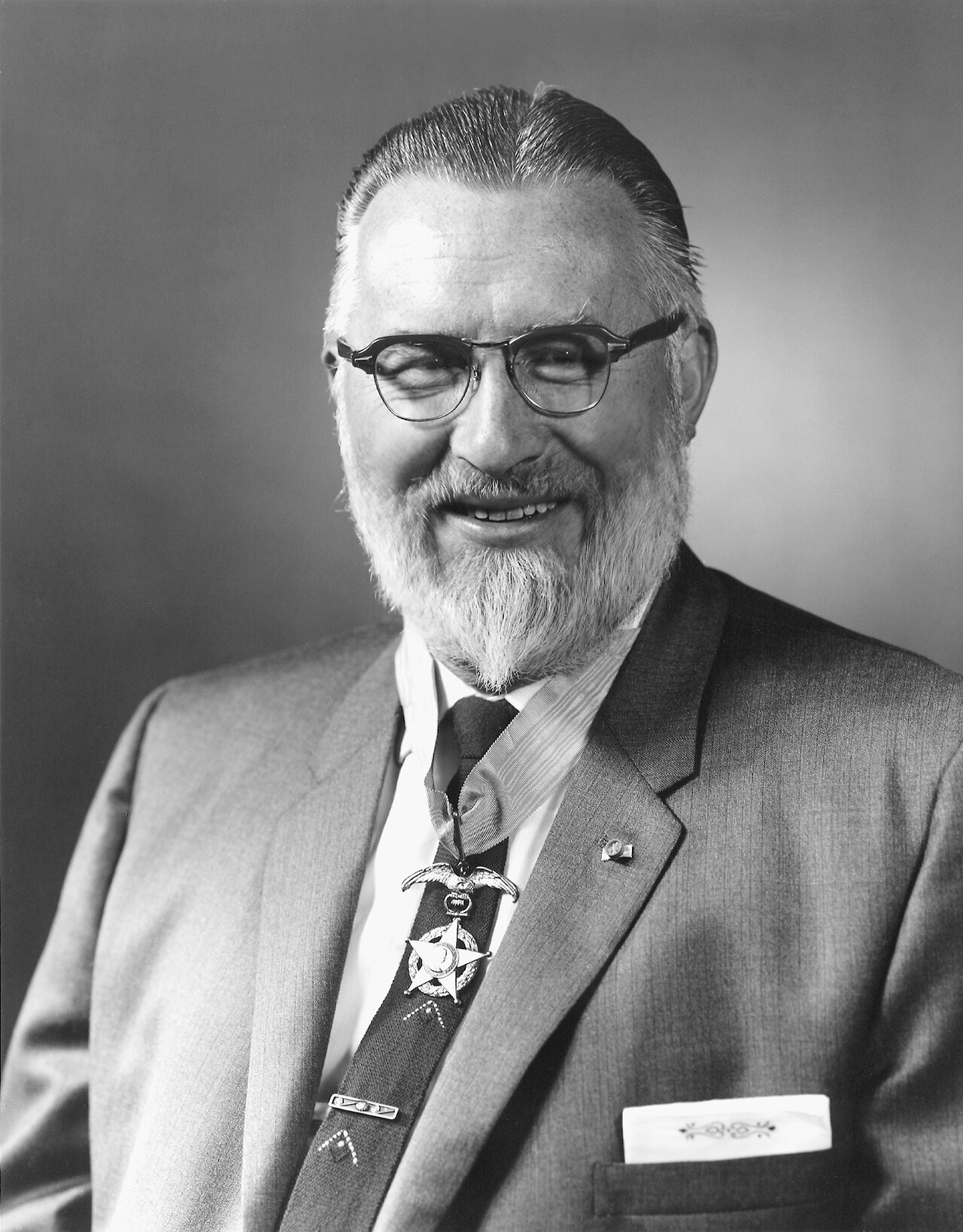
Frank K. Edmondson (1962)

Frank Kelly Edmondson (* 1. August 1912 in Milwaukee; † 8. Dezember 2008 in Bloomington, Indiana) war ein US-amerikanischer Astronom.
Edmondson wuchs in Seymour (Indiana) auf. Er arbeitete mit Clyde Tombaugh, dem Entdecker von Pluto, zusammen. 
Der Asteroid (1761) Edmondson wurde nach ihm benannt.